# Libys
Libys es un género extinto de peces de la familia Latimeriidae.

## Descripción
Libys tenía un cuerpo excepcionalmente grueso, especialmente en comparación con otros celacantos del mismo período, como Undina y Holophagus. Las especies alcanzaban los 60 cm de longitud, por lo que era un celacanto de tamaño mediano, con un cráneo corto y alto. Las aletas pectorales eran bastante largas, mientras que la cola era notablemente corta y alta. Cabeza larga, paladar profundo. La mejilla estaba recubierta huesos bastante grandes, el opérculo profundo, mandíbula inferior con expansión dorsal, con la aleta pélvica muy por detrás de la aleta dorsal.

## Especies
- Libys polypterus Münster 1842
- Libys superbus Zittel 1887